# Arthur La Bern
Arthur La Bern, né le 28 février 1909 à Londres, en Angleterre, et mort dans la même ville en 1990, est un écrivain et un scénariste britannique, auteur de roman policier.

## Biographie
Il fait des études à l'université de Paris. Il travaille comme reporter criminel, puis comme correspondant de guerre pour divers journaux britanniques : The Daily Mirror, Evening Standard, Daily Mail.
En 1945, il publie son premier roman, It Always Rains On Sunday, adapté au cinéma en 1947 sous le titre français Il pleut toujours le dimanche par Robert Hamer. En 1966, il fait paraître Goodbye Piccadilly, Farewell Leicester Square (en), réédité sous le titre Frenzy après l'adaptation cinématographique du roman par Alfred Hitchcock en 1972. Pour Claude Mesplède, ce roman « fait le récit d'une habile machination et entretient le suspense avec habilité ».
Dans les années 1960, Arthur La Bern a également signé quelques scénarios pour le cinéma et pour la série télévisée britannique Edgar Wallace Mysteries (en).

## Œuvre

### Romans
- It Always Rains On Sunday (1945)
- Night Darkens the Street (1947)
- Paper Orchid (1948)
- Pennygreen Street (1950)
- It Was Christmas Every Day (1952)
- The Big Money Box (1960)
- Brighton Belle (1963)
- Goodbye Piccadilly, Farewell Leicester Square (en) (1966), retitré Frenzy en 1972 Publié en français sous le titre Frenzy, Paris, Presses de la Cité, coll. « Suspense », (1972)
- It Will Be Warmer When It Snows (1966)
- A Nice Class of People (1969)
- Nightmare (1975)
- Hallelujah! (1976)

### Autre ouvrage
- Haigh: The Mind of a Murderer (1974)

## Filmographie

### Adaptations
- 1947 : Il pleut toujours le dimanche (It Always Rains On Sunday), film britannique réalisé par Robert Hamer, adaptation de It Always Rains On Sunday
- 1948 : Les Ailes brûlées (en) (Good-Time Girl),  film britannique réalisé par David MacDonald, adaptation de Night Darkens the Street
- 1949 : Paper Orchid (en),  film britannique réalisé par Roy Ward Baker, adaptation du roman éponyme
- 1972 : Frenzy, film britannique réalisé par Alfred Hitchcock, adaptation de Frenzy (Goodbye Piccadilly, Farewell Leicester Square)

### Scénarios pour le cinéma
- 1961 : Freedom to Die, film britannique réalisé par Francis Searle
- 1962 : Time to Remember, film britannique réalisé par Charles Jarrott
- 1962 : Dead Man's Evidence, film britannique réalisé par Francis Searle
- 1963 : Incident at Midnight (en), film britannique réalisé par Norman Harrison
- 1963 : Accidental Death, film britannique réalisé par Geoffrey Nethercott

### Scénarios pour la télévision
- 1955 : 2 épisodes de la série télévisée Fabian of the Yard (en)
- 1962 à 1964 : 4 épisodes de la série télévisée Edgar Wallace Mysteries (en)

## Sources
: document utilisé comme source pour la rédaction de cet article.
- Claude Mesplède (dir.), Dictionnaire des littératures policières, vol. 2 : J - Z, Nantes, Joseph K, coll. « Temps noir », 2007, 1086 p. (ISBN 978-2-910686-45-1, OCLC 315873361), p. 125.